# بيتر غيليس
بيتر غيليس (بالإنجليزية: Peter Gilles)‏ هو ملحن أمريكي، ولد في 1776، وتوفي في 1839.